# Idiognathodus
Genre
Idiognathodus est un genre éteint de conodontes de la famille des Idiognathodontidae.

## Liste d'espèces
- †Idiognathodus boardmani Hogancamp & Barrick, 2017
- †Idiognathodus craticulinodosus Ishida, Suzuki & Inada, 2013
- †Idiognathodus espinamaenis Méndez, 2012
- †Idiognathodus itaitubensis Cardoso, Sanz-López & Blanco-Ferrera, 2017
- †Idiognathodus lateralis Hogancamp, Barrick & Strauss, 2016
- †Idiognathodus mendezi Méndez, 2012
- †Idiognathodus sagittatus
- †Idiognathodus simulator
- †Idiognathodus sinuosus
- †Idiognathodus toretzianus

## Utilisation en stratigraphie
Le Bashkirien, l'étage le plus ancien du Pennsylvanien (ou Carbonifère supérieur), contient six biozones basées sur des conodontes :
- la zone de Neognathodus atokaensis ;
- la zone de Declinognathodus marginodosus ;
- la zone de Idiognathodus sinuosus ;
- la zone de Neognathodus askynensis ;
- la zone de Idiognathoides sinuatus ;
- la zone de Declinognathodus noduliferus.

La base du Moscovien, le second étage du Pennsylvanien, est proche des premières apparitions des conodontes Declinognathodus donetzianus et Idiognathoides postsulcatus.
Le sommet du Kasimovien, le troisième étage du Pennsylvanien, est proche de la première apparition du conodonte Streptognathodus zethus.
Le Kasimovien est sub-divisé en trois biozones à conodontes :
- la zone de Idiognathodus toretzianus ;
- la zone de Idiognathodus sagittatus ;
- la zone de Streptognathodus excelsus et de Streptognathodus makhlinae.